# Flotador de braç

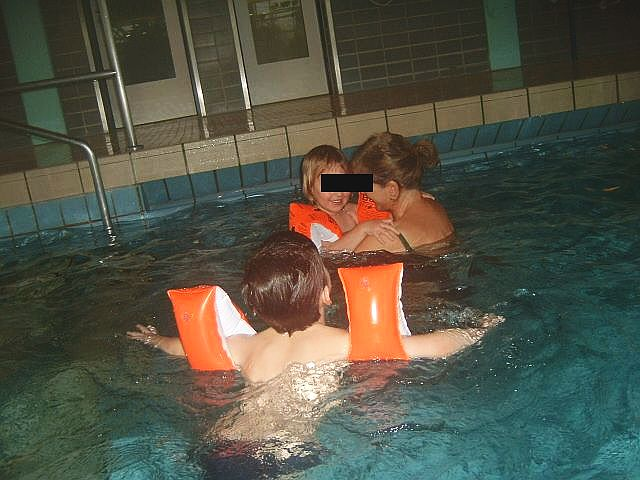
Una mare i nens aprenent a nedar amb els flotadors de braç.

Els flotadors de braç o braçals són un aparell per assistir en l'aprenentatge de la natació i flotació.
Els flotadors de braç típicament són bandes cilíndriques plàstiques inflables que es posen al voltant de la part superior d'ambdós braços. Quan el subjecte els té posats, l'aire en ells causa una major facilitat de flotabilitat per la seva menor densitat en comparació a l'aigua. Encara que normalment és per a nens que estan aprenent a nedar, també existeixen per a adults.
Encara que siguin populars, els experts de la seguretat aquàtica no els recomanen perquè no prevenen l'ofec ni garanteixen la flotació o aprenentatge apropiat de natació. No són una alternativa a armilles de salvavides i si es confonen pot suposar un error fatal pel fals sentit de seguretat que poden emetre.
Els estàndards de seguretat nacional dels EUA com el BS EN 13138-3:2007 obliguen a que els flotadors de braç compleixin diverses normes, com la resistència a les punxades i el nivell de flotabilitat retingut després d'un temps després que la vàlvula d'inflat s'ha obert i es deixa oberta (una mesura de l'eficiència de les vàlvules sense retorn dissenyades per a evitar que els flotadors es desinflin sobtadament si una vàlvula s'obre). Els estàndards també obliguen a un etiquetatge notable prop de les vàlvules d'inflat per dir que els flotadors de braç no són salvavides i només haurien de ser utilitzats sota una supervisió competent.
Van ser inventats per Bernhard Markwitz a Hamburg, Alemanya. el 1956 la seva filla de tres anys havia caigut a un estany de carpins daurats i gairebé es va ofegar. Per això, Markwitz va inventar i desenvolupar aquest aparell d'ajuda que seria més segur per a nens que els flotadors del moment, que estaven fets de dues parts i es posaven en la part superior del braç. Un premi de la loteria (253.000 marcs) li va proporcionar un considerable capital inicial. El 1964 va començar a produir-los i vendre'ls sota el nom de «BEMA».
Un disseny similar al dels flotadors de braç va ser mostrat a la revista Modern Mechanix l'octubre de 1931. Estaven fetes de cautxú, consistia en dues parts i es posaven en la part superior del braç. Els flotadors de braç podien ser inflades mitjançant una vàlvula. Es van mostrar en públic per primera vegada a les platges de Los Angeles a EE. Units.